# Hadař Springerův
Hadař Springerův (Callechelys springeri) je paprskoploutvá ryba z čeledi hadařovití (Ophichthidae).
Druh byl popsán roku 1951 ichtyologem Isaacem Ginsburgem.

## Popis a výskyt
Maximální délka ryby je 80,1 cm.
Podlouhlé, zploštělé tělo světlé barvy s hnědými skvrnami.
Ryba byla nalezena ve vodách západního Atlantiku: východní část Mexického zálivu. Obývá písčitá dna.